# Peter Wells (író)
Peter Northe Wells (1950. február 8. – Auckland, 2019. február 18.) új-zélandi író, filmrendező, forgatókönyvíró, történész.

## Magánélete
Wells nyíltan vállalta homoszexualítását. Házasságban élt Douglas Lloyd Jenkins íróval.

## Könyvei
- Dangerous Desires (1991)
- The Duration of a Kiss (1994)
- Boy Overboard (1997)
- One of them!  (1997)
- Best Mates: Gay Writing in Aotearoa New Zealand (1997)
- Frock Attack! Wig Wars!: Strategic Camp in Desperate Remedies (1997)
- Long Loop Home: a memoir (2001)
- Iridescence (2003)
- On Going to the Movies (2005)
- The Cat's Whiskers: New Zealand Writers on Cats (2005)
- Lucky Bastard (2007)
- The Hungry Heart (2012)
- Little Joker Sings (2013)
- Journey to a Hanging (2014)
- Dear Oliver: Uncovering a Pākehā History (2018)

## Filmjei
- Death in the Family (1987, filmrendező, forgatókönyvíró)
- The Mighty Civic (1989, dokumentumfilm, filmrendező, forgatókönyvíró)
- Desperate Remedies (1993, filmrendező, forgatókönyvíró)
- One of Them! (1999, filmrendező)
- When Love Comes (1993, forgatókönyvíró)
- Georgie Girl (2001, dokumentumfilm, filmrendező)
- 50 Ways of Saying Fabulous (2005, forgatókönyvíró)